# Auloniaden

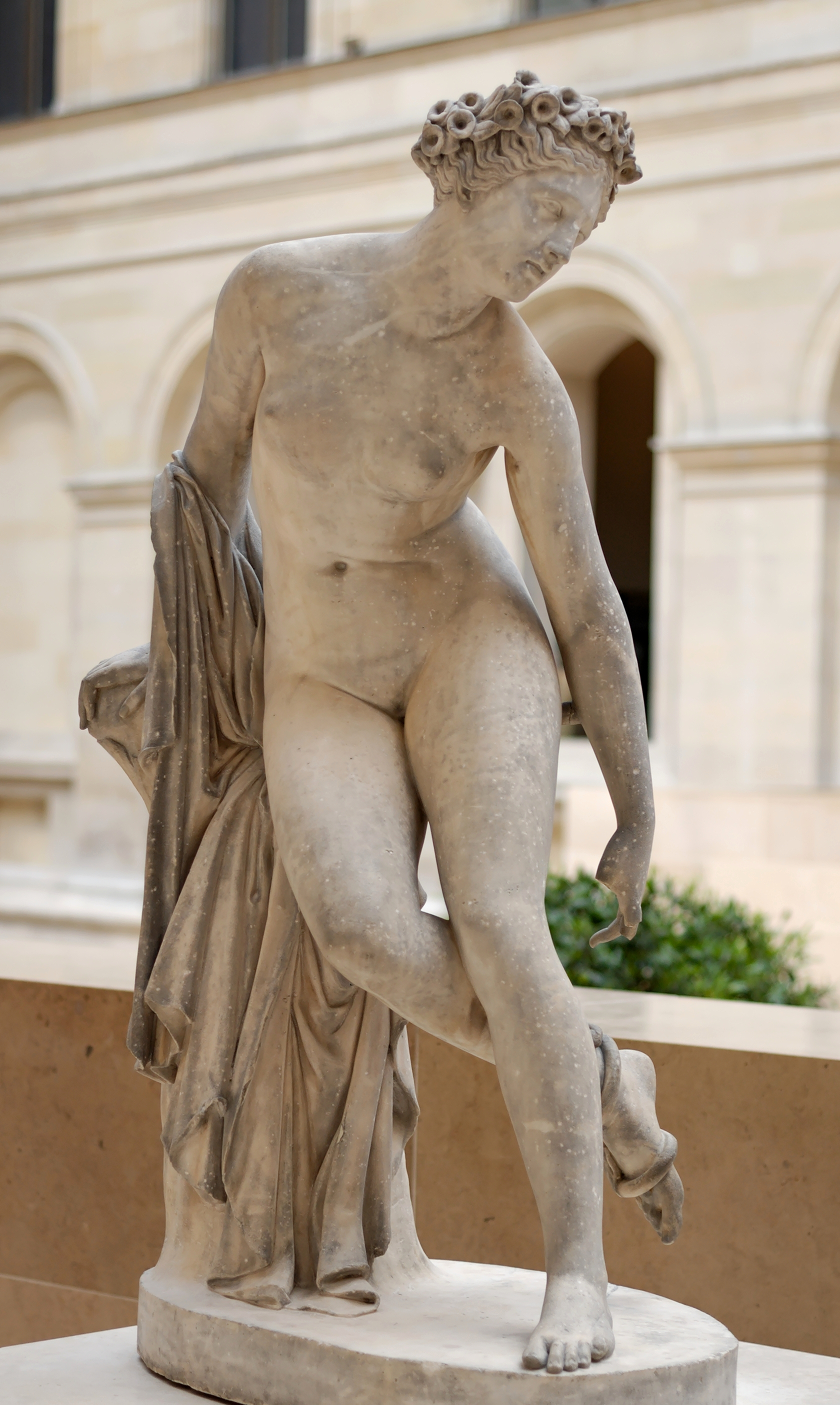
Eurydice

Auloniaden (van het oud-Griekse αύλών; vallei, ravijn), zijn in de Griekse mythologie de nimfen van kleine groepjes van bomen en de valleien. Ze vertonen veel overeenkomsten met de alseïden. De auloniaden zouden vaak in het gezelschap van de god Pan verkeren. Volgens sommige bronnen behoorde de beeldschone Eurydice tot deze groep nimfen.
De auloniaden zijn dryaden (bosnimfen), en deze groep behoort weer tot de nimfen.